# 江島町 (豊川市)
江島町（えじまちょう）は、愛知県豊川市の地名。

## 地理

### 河川・池沼
- 豊川

### 字一覧
- 現行字についての五十音順で配列している。1882年（明治15年）当時の字は『愛知県地名収攬』853頁による。

| 現行字       | 1882年当時 （江島村） |
| ------------ | --------------------- |
| 後川原（）   |                       |
| 新屋（）     | 新屋（）              |
| 一ノ坪（）   |                       |
| 稲場（）     |                       |
| 奥川原（）   |                       |
| 金山（）     |                       |
|              | 上ミ（）              |
| 上外川原（） |                       |
| 川ヶ裏（）   |                       |
| 川久古（）   |                       |
| 北裏（）     |                       |
| 五反畑（）   |                       |
| 三玉（）     |                       |
| 三反畑（）   |                       |
|              | 下モ（）              |
| 下河原（）   |                       |
| 下新田（）   |                       |
| 下ノ郷（）   |                       |
| 下薮（）     |                       |
| 社宮神（）   |                       |
| 新田（）     | 新田（）              |
| 外海戸（）   |                       |
| 高畑（）     |                       |
| 立合（）     |                       |
| 築地（）     |                       |
| 寺裏（）     |                       |
| 中脇（）     | 中脇（）              |
| 成天（）     |                       |
| 西脇（）     | 西脇（）              |
| 東新屋（）   |                       |
| 東貝戸（）   |                       |
| 広瀬（）     |                       |
| 藤ノ木（）   |                       |
| 馬洗（）     |                       |

### 交通
- 愛知県道391号金沢江島停車場線

### 施設
- 豊川市いこいの広場
- 稲荷神社
- 大亀寺
- 江島神社
- 法幢院

- 江島ふれあいセンター
- 江島神社

## 歴史

### 地名の由来
江村と鵜飼島村の合併により成立したことにより、1字ずつ採ったものである。

### 沿革
- 1878年（明治11年） - 宝飯郡江村と鵜飼島村が合併し、同郡江島村が成立[1]。
- 1889年（明治22年） - 合併により、宝飯郡本茂村大字江島となる[1]。
- 1906年（明治39年） - 合併により、宝飯郡一宮村大字江島となる[1]。
- 1961年（昭和36年） - 一宮町大字江島となる[1]。
- 2006年（平成18年）2月1日 - 宝飯郡一宮町大字江島が合併に伴い、豊川市江島町となる[WEB 6]。

### 人口の変遷
国勢調査による人口および世帯数の推移。
| 1995年（平成7年）  | 151世帯 664人 |  |
| 2000年（平成12年） | 159世帯 653人 |  |
| 2005年（平成17年） | 167世帯 616人 |  |
| 2010年（平成22年） | 161世帯 610人 |  |
| 2015年（平成27年） | 164世帯 601人 |  |
| 2020年（令和2年）  | 179世帯 561人 |  |

### WEB
1. ↑  “愛知県豊川市の町丁・字一覧”.   人口統計ラボ. 2024年5月1日閲覧。
2. 1 2  総務省統計局 (2022年2月10日). “令和2年国勢調査の調査結果(e-Stat) - 男女別人口，外国人人口及び世帯数－町丁・字等” (CSV). 2023年8月2日閲覧。
3. ↑  “読み仮名データの促音・拗音を小書きで表記するもの(zip形式) 愛知県” (zip).   日本郵便 (2024年2月29日). 2024年3月26日閲覧。
4. ↑  “市外局番の一覧” (PDF).   総務省 (2022年3月1日). 2022年3月22日閲覧。
5. ↑  “ナンバープレートについて”.   一般社団法人愛知県自動車会議所. 2024年1月21日閲覧。
6. ↑  “愛知県豊川市の郵便番号一覧”.   日本郵便. 2024年5月2日閲覧。
7. ↑  総務省統計局 (2014年3月28日). “平成7年国勢調査の調査結果(e-Stat) - 男女別人口及び世帯数 －町丁・字等” (CSV). 2021年7月20日閲覧。
8. ↑  総務省統計局 (2014年5月30日). “平成12年国勢調査の調査結果(e-Stat) - 男女別人口及び世帯数 －町丁・字等” (CSV). 2021年7月20日閲覧。
9. ↑  総務省統計局 (2014年6月27日). “平成17年国勢調査の調査結果(e-Stat) - 男女別人口及び世帯数 －町丁・字等” (CSV). 2021年7月21日閲覧。
10. ↑  総務省統計局 (2012年1月20日). “平成22年国勢調査の調査結果(e-Stat) - 男女別人口及び世帯数 －町丁・字等” (CSV). 2021年7月21日閲覧。
11. ↑  総務省統計局 (2017年1月27日). “平成27年国勢調査の調査結果(e-Stat) - 男女別人口及び世帯数 －町丁・字等” (CSV). 2021年7月21日閲覧。

### 書籍
1. 1 2 3 4 5  「角川日本地名大辞典」編纂委員会 1989, p. 243.